# 奥吉察·巴基奇
奥吉察·巴基奇（羅馬化：Olgica Batić，1981年12月7日—），塞尔维亚政治人物、律师。她的父亲是塞尔维亚基督教民主党创始人弗拉丹·巴基奇。

## 政治生涯
巴基奇于1981年12月7日出生于南斯拉夫奥布雷诺瓦茨（今属塞尔维亚），大学就读于贝尔格莱德大学法学院，毕业后加入塞尔维亚基督教民主党的法律团队。弗拉丹·巴基奇在遗嘱中指定奥吉察为接班人，后于2010年12月29日因喉癌病逝。2011年9月3日，奥吉察·巴基奇被选为党首。
巴基奇在2012年国会选举中，在届满离任的鲍里斯·塔迪奇总统的支持下加入“选择更好生活”政党联盟。该联盟以863,294张普选票和22%的得票率获得国民议会的67个议席，巴基奇本人被选为“塞尔维亚复兴运动—塞尔维亚基督教民主党”联盟的副主席。在国会任职期间，巴基奇曾向慈善机构捐赠自己的工资。
2017年10月12日，基督教民主党并入塞尔维亚王国复国运动，巴基奇对复国运动的主要目标——传统价值观、保护家庭、维护塞尔维亚农民的利益，推动塞尔维亚加入欧洲联盟——表达了强烈支持。

## 律师生涯
巴基奇担任律师期间承接过多起受公众关注的要案的辩护工作，包括造成两名士兵牺牲的托普希德案。